# Skalník přitisklý
Skalník přitisklý (Cotoneaster adpressus) je druh nízce poléhavého keře z čeledi růžovitých. Jeho přirozený areál sahá od západní Číny po Indii a Myanmar. Často se používá jako okrasná rostlina. 

## Popis
Je to opadavý, přitiskle k zemi rostoucí a zřídkakdy více než 25 cm vysoký keř, s červenohnědými, šedohnědými nebo šedočernými, zpočátku chlupatými a později lysými větvičkami, které jsou husté, nepravidelně vějířovitě rozložené a obloukovitě zahnuté. Listy jsou střídavé, jejich řapík je 1 až 2 milimetry dlouhý, lysý nebo jemně chlupatý. Palisty jsou šídlovité, téměř stejně dlouhé jako řapík a brzy opadávají. Listová čepel je jednoduchá, široce vejčitá nebo obvejčitá, zřídka i oválná, 5 až 15 mm dlouhá a 4 až 10 mm široká, s celokrajnými okraji a zvlněnou, tupou až více či méně špičatou špičkou a klínovitou bází. Horní strana listu je matně zelená, lysá s vpadlou střední žilkou, spodní strana je světlejší, řasnatá až lysá s výraznou střední žilkou. Podzimní zbarvení je tmavě vínově červené.
Květenství se skládá z 1 až 2 květů téměř bez stopek o průměru 7 až 8 milimetrů. Květní kalich je zvonkovitý a na vnější straně mírně chlupatý. Kališní lístky jsou oválně trojúhelníkovité, špičaté a kratší než korunní lístky. Korunní lístky jsou vzpřímené. Jsou narůžovělé, obvejčité, 4 až 5 milimetrů dlouhé a téměř stejně široké, s tupou nebo hranatou špičkou. Deset až 15 tyčinek je kratších než koruna. Špička semeníku je chlupatá. Odděleně dvojitá čnělka nevyčnívá z tyčinek. Plody jsou malvice, které mají průměr 7 až 9 milimetrů. Jsou světle červené, zhruba kulaté a lysé. V každém plodu jsou dvě, zřídka tři semena. Skalník přitisklý kvete od května do června, plody dozrávají od srpna do září. Opylován je hmyzem.

## Ekologie a rozšíření
Přirozený areál rozšíření sahá od čínských provincií Kan-su, Kuej-čou, Chu-pei, Čching-chaj, Šen-si, S'-čchuan, Jün-nan a Tibetu až po Indii, Nepál a Myanmar. Skalník přitisklý zde  roste v horských smíšených lesích a ve vysokohorských oblastech Himálaje, často na skalách, v lesních lemech a křovinách ve výšce 1900 až 4000 m n. m. na mírně suchých až svěžích, mírně kyselých až silně zásaditých, písčito-štěrkovitých až hlinitých, kamenitých a mělkých, živinami bohatých půdách na slunných stanovištích. Je odolný vůči mrazu.

## Využití
Tento skalník se často pěstuje jako okrasná rostlina díky svým atraktivním plodům a nápadnému podzimnímu vybarvení. Vužití má zejména jako půdopokryvná dřevina, jejíž poléhavé větve dobře kopírují terén, k porůstání zídek, obrub záhonů, do vřesovišť nebo jako skalnička. Oblíbeným kultivarem je například 'Little Gem', neopadavé listy má kultivar 'Evergreen'.

## Galerie

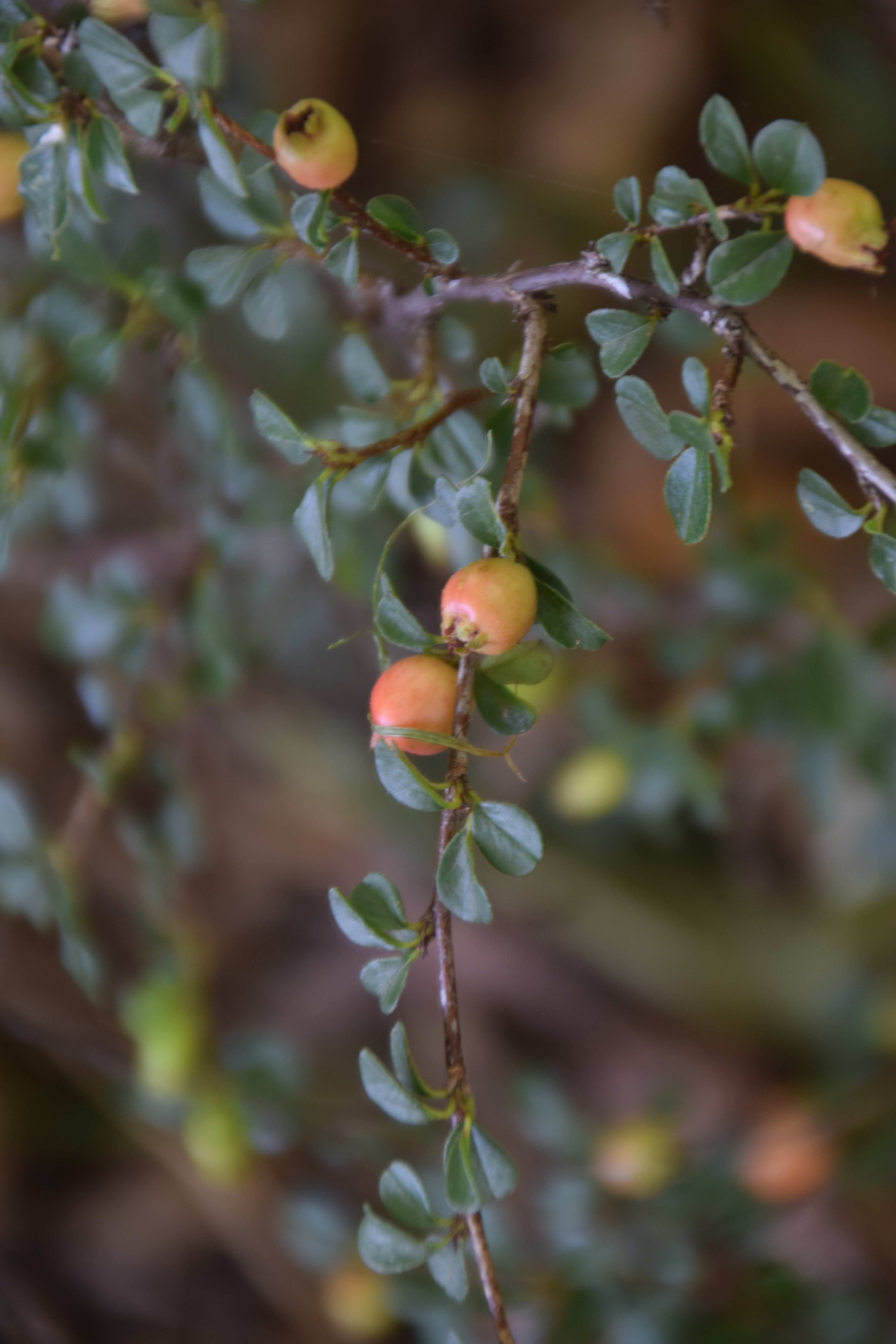
Detail plodné větévky
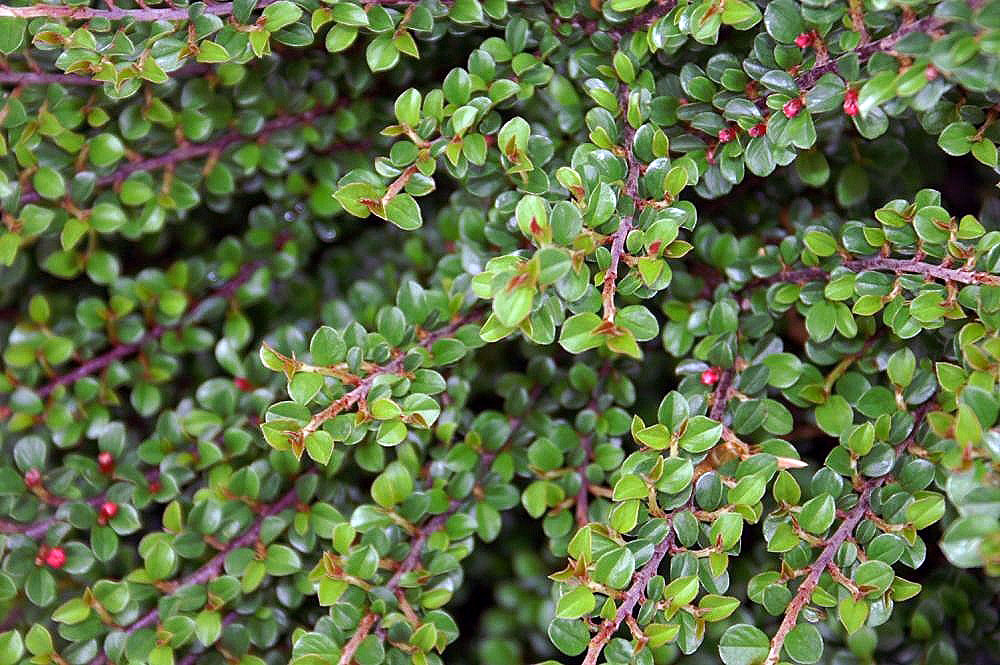
Rozvíjející se květy
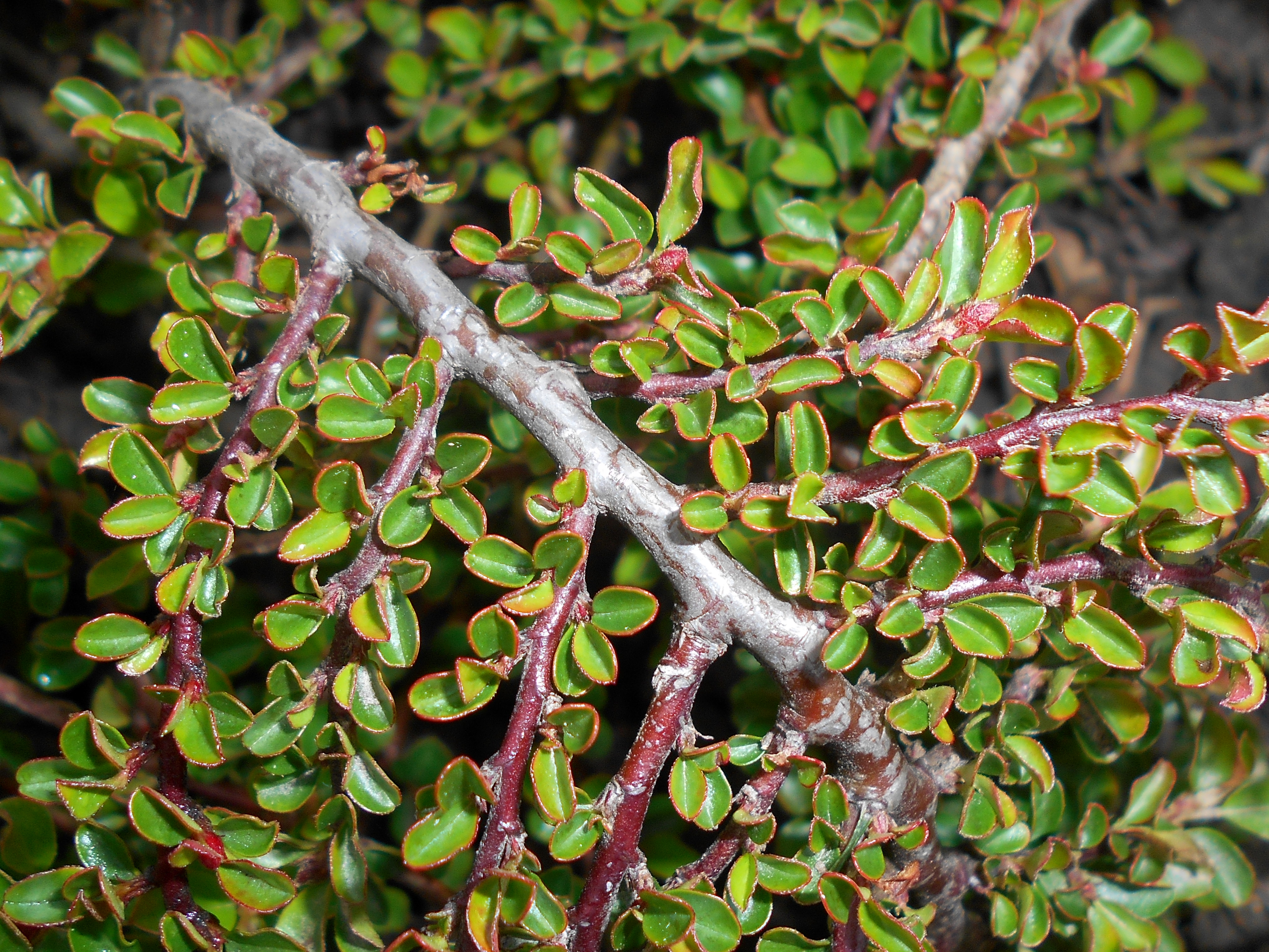
Kůra a listy
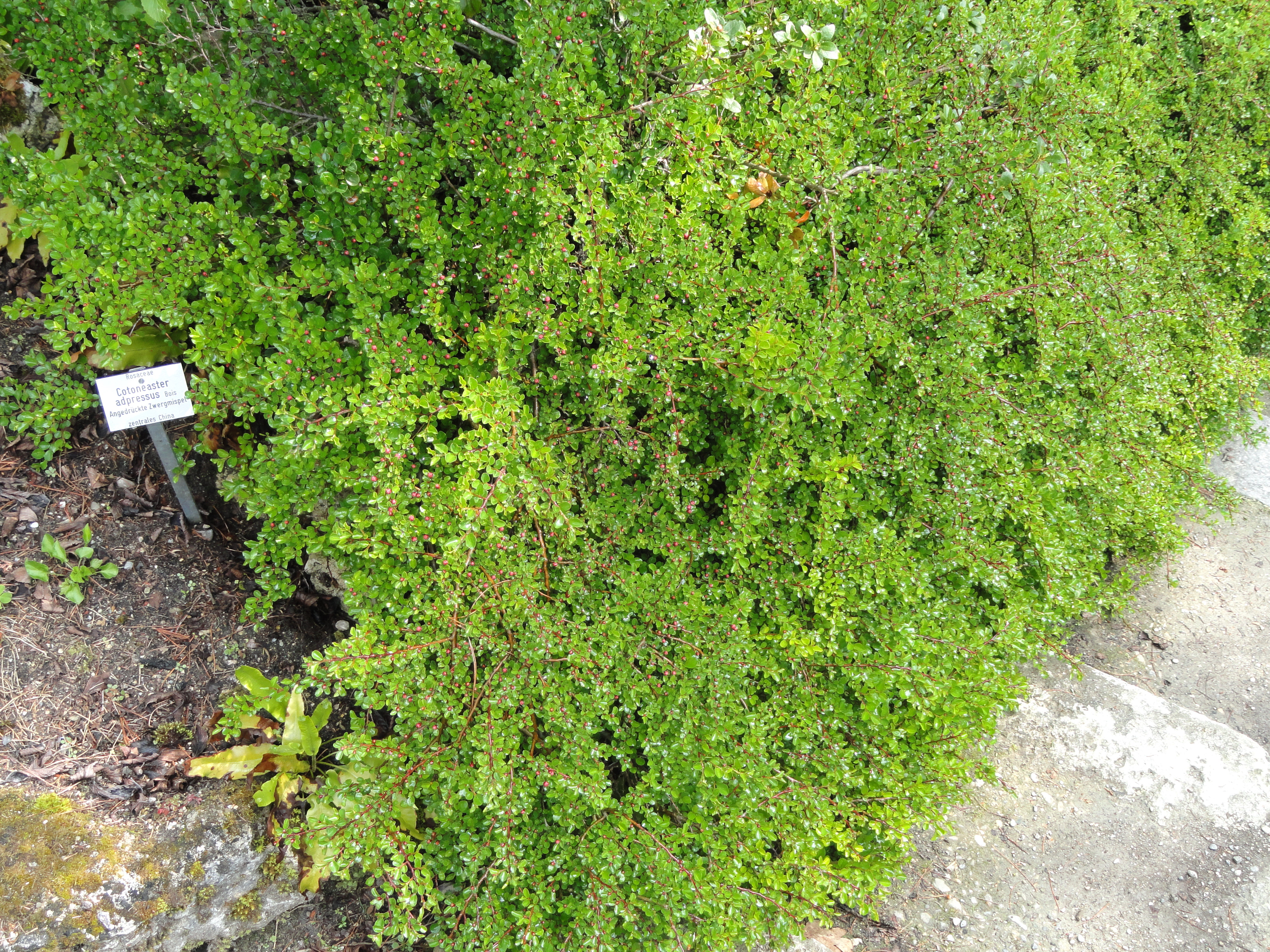
Příklad zahradnického použití na obrubě záhonu